# Граф Монте-Кристо (фильм, 2002)
«Граф Монте-Кристо» (англ. The Count Of Monte Cristo) — приключенческий фильм Кевина Рейнольдса. За основу фильма был взят роман известного французского писателя и журналиста Александра Дюма.

## Сценарий
Фильм представляет собой очередную экранную версию одноимённого романа Александра Дюма, вольно развивающую исходный сюжет.
Фильм начинается с рассказа о том, что Наполеон Бонапарт находится на острове Эльба, где его тщательно охраняют, не давая сбежать. Любого, кто высаживается на берегу без уважительной и веской причины, расстреливают. 
Моряк Эдмон Дантес служит на корабле под названием «Фараон». Капитана корабля поражает болезнь, он впадает в кому, и Эдмон, будучи человеком добрым и милосердным, не может оставить капитана в беде. Однако, до Марселя, куда они держат путь, ещё далеко, но по воле судьбы корабль проплывает мимо острова Эльба. Мнения команды «Фараона» разделились: некоторые считают, что ни в коем случае нельзя высаживаться на Эльбе, другие же, среди которых Эдмон и его друг детства Фернан Мондего, напротив, считают, что высадиться необходимо: спасти капитана «Фараона» любой ценой — дело чести. Больше всех против высадки на Эльбе настроен бухгалтер «Фараона» Данглар. 
Моряки, переживающие за жизнь капитана, во главе с Эдмоном и Фернаном, на лодке добираются вместе с телом капитана до берега, корабль же остаётся на безопасном расстоянии от Эльбы в море. На берегу моряков чуть ли не убивают, но им спасает жизнь сам Наполеон, вовремя вмешиваясь. Капитану «Фараона» оказывают медицинскую помощь. Наполеон, разглядев в Эдмоне человека, которому можно доверять, вызывает Эдмона на разговор тет-а-тет, во время которого озвучивает свою просьбу: под условием строжайшей секретности передать письмо Наполеона в Марсель, адресованное его старому товарищу Кларьёну, который сам найдёт Эдмона и заберёт письмо. Наполеон утверждает, что содержимое письма совершенно безобидно, исключительно дружеская переписка. Наполеон добавляет, что его просьба — это плата за услуги врача для капитана «Фараона». Эдмон, поставленный в безотказное положение, соглашается и забирает письмо. За всем этим тайно наблюдает Фернан Мондего. 
Ночью, пока Эдмон Дантес спит, Фернан читает письмо, затем кладёт на место. Вскоре обоих будит Наполеон, сообщая, что капитан их корабля скончался, и им пора отплывать в Марсель. По прибытии в Марсель хозяин корабля Моррель, сочтя поступок Эдмона поистине благородным, назначает Дантеса новым капитаном, а Данглара — его помощником. Счастливый Эдмон, осознавая, что теперь ему не нужно копить деньги на свадьбу, собирается как можно скорее жениться на своей возлюбленной Мерседес, жительнице соседней рыбацкой деревни Каталаны.
Фернан Мондего, узнав, что Эдмона назначили капитаном «Фараона», жутко разозлён. Так же как и Эдмон влюблённый в прекрасную каталанку Мерседес, завистливый и коварный по своей натуре, Фернан строит хитрый план. Вместе с Дангларом они решают донести на Эдмона помощнику королевского прокурора Вильфору. Эдмона арестовывают по обвинению в государственной измене на глазах у его престарелого отца и Мерседес. 
Вильфор старается быть честным в ведении дела. Он допрашивает Эдмона, а убедившись в его невиновности, уже собирается отпустить арестованного, но тут решает прочесть письмо. Узнав из письма, что человек, которому Дантес должен был доставить письмо — его отец Кларьён, ярый бонапартист, Вильфор понимает, что этот факт, стань он известен, может погубить его карьеру. Помощник королевского прокурора делает роковой выбор: жертвует в этой ситуации Эдмоном. Он сжигает письмо, а Дантеса без суда и следствия отправляет в заключение в замок Иф. 
В замке заключённых содержат в ужасных условиях, кроме того, здесь есть традиция — чтобы узники не утратили ощущения проходящего времени, каждый год в день заключения каждого из них жестоко избивают плетью. Страшные шрамы от увечий остаются на спине Эдмона на всю жизнь. 
Тринадцать лет Эдмон мечтает о побеге и мести. В один из бесконечных дней заключения он вдруг слышит странные звуки, а затем наблюдает, как из-под пола его камеры вылезает другой невинно осуждённый, аббат Фариа. Оказывается, он уже несколько лет рыл туннель из замка, и просчитался — думая, что роет в нужном направлении, он попал в камеру Эдмона. Аббат становится настоящим другом Эдмона, становится его спасителем, учителем фехтования, финансового искусства, истории, литературы и других наук. Аббат делится с Эдмоном всем тем, что отнять нельзя — знаниями. Они вместе начинают рыть подкоп в другом направлении, надеясь, что в этот раз они смогут выбраться на свободу. Однако, завершить побег вместе им не удаётся. В туннеле происходит обвал, из-за которого Аббат получает травмы, несовместимые с жизнью. Умирая, Фариа открывает Эдмону тайну клада, зарытого на острове Монте-Кристо. Эту тайну Фариа узнал, служа библиотекарем у потомка кардинала Спада, который спрятал своё богатство от властей. Также Аббат передает Эдмону карту, в которой зашифровано точное местонахождение клада. 
Надзиратели зашивают покойного Аббата в мешок, собираясь «похоронить» вечером. Дантеса, который пришёл проститься с усопшим другом, озаряет идея — он переносит тело Аббата в свою камеру, а сам занимает его место. Как покойника его выбрасывают в море. 
Утром, добравшись вплавь до ближайшего острова, Эдмон встречает банду морских пиратов-контрабандистов, которые собираются казнить якобы предателя по имени Джакопо. Эдмон, по условию пиратов, одолевает Джакопо в рукопашной схватке, но не убивает, и тот клянётся ему в верной службе, после чего Эдмон нанимается к пиратам матросом.
Вернувшись в Марсель, Эдмон под фальшивым именем узнаёт судьбу своих близких и врагов. Мерседес вышла замуж за Фернана Мондего, теперь они носят титулы граф и графиня, так как и отец, и старший брат Фернана погибли на войне. Также у них есть сын, Альбер Мондего. Моррель, бывший хозяин корабля «Фараон», рассказывает, что взял в компаньоны по бизнесу Данглара, и тот в итоге вытеснил его, оставив ни с чем. Отец Эдмона, узнав о том, что его сына арестовали за государственную измену, повесился. Вильфор же теперь стал королевским прокурором. 
Эдмон и Джакопо находят завещанный Аббатом клад острова Монте-Кристо и задумывают план мести.
В результате спустя ещё несколько лет Эдмон превращается в графа Монте-Кристо и входит в этом образе во французское высшее общество. В качестве вступления к мести он подстраивает похищение Альбера Мондего, сам же его спасает, и Альбер в качестве благодарности знакомит нового друга с родителями на банкете в честь своего дня рождения. Во время этого банкета Мерседес, которая до сих пор влюблена в Эдмона, узнаёт его по старой привычке накручивать волосы на палец. Джакопо, который теперь мечтает отговорить хозяина от мести, устраивает им встречу в карете, но Эдмон, злясь на Мерседес, не признаёт своей личности и прогоняет её, однако она догадывается, что это всё-таки он.
За считанные дни Эдмон устраняет двух участников своего ареста: Данглара, чьей рукой был написан донос, и прокурора Вильфора, который из честолюбия приказал заточить Эдмона в замке Иф. После этого Эдмон снова встречает Мерседес, на сей раз у себя в замке. Она узнаёт о его тяжёлой судьбе и показывает, что все эти годы продолжала носить на пальце обручальное кольцо-верёвочку, которое обещала ему носить вечно. Осознав, что и сам до сих пор её любит, Эдмон прощает Мерседес и воссоединяется с ней. Проведя ночь в раздумьях, он решает покинуть Францию вместе с ней и Альбером, но всё же сперва хочет закончить дела с Фернаном.
Мерседес наведывается к супругу. Она застаёт его в сборах: Фернан готовится бежать. Он банкрот, его обвиняют в махинациях и убийствах. Мерседес, пользуясь случаем, сообщает Фернану, что настоящий отец Альбера — Эдмон: Мерседес так поспешно вышла замуж за Фернана только чтобы это скрыть. Фернан сперва поражён, но затем легко это принимает, заявив, что Альбер всё равно постоянно его разочаровывал. Он идёт в разрушенный замок Борджиа на поиски клада Монте-Кристо, но в сундуках оказывается только песок. Подоспевший Эдмон одолевает Фернана на дуэли, но появляется Альбер и встаёт на защиту приёмного отца, который его только поддерживает. Однако затем появляется и Мерседес. Она успевает их остановить и раскрывает им всю правду. Эдмон поражён, что у него есть сын, а Альбер — что отчим всё это знал и позволил ему драться с родным отцом. Фернан ранит Мерседес из пистолета, но, благодаря ловкости Джакопо, попадает только в плечо. После этого он скачет прочь, но вдруг понимает, что он не может жить, зная, что у Эдмона есть всё, а у него — ничего, и решает убить Эдмона, дабы у того тоже ничего не осталось, однако смертельная схватка завершается в пользу Эдмона. Альбер оплакивает приёмного отца, но потом принимает Эдмона.
Через три месяца семья Дантес и Джакопо приезжают в приватизированный ими замок Иф, где Эдмон обещает своему другу, которому обязан спасеньем, покойному Аббату Фариа, что теперь будет использовать своё богатство только во имя добра.

## В ролях
| Актёр             | Роль            |
| ----------------- | --------------- |
| Джеймс Кэвизел    | Эдмон Дантес    |
| Гай Пирс          | Фернан Мондего  |
| Ричард Харрис     | аббат Фариа     |
| Луис Гусман       | Джакопо         |
| Дагмара Доминчик  | Мерседес        |
| Джеймс Фрейн      | Вильфор         |
| Майкл Уинкотт     | Арман Дорлеак   |
| Кристофер Адамсон | Морис           |
| Джейби Бланк      | Луиджи Вампа    |
| Алекс Нортон      | Наполеон        |
| Генри Кавилл      | Альберт Мондего |

## Саундтрек
Музыку к фильму написал британский композитор Эдвард Шермур:
| №  | Название композиции         | Авторы / исполнители | Время |  |
| -- | --------------------------- | -------------------- | ----- |  |
| 1  | «Introduction»              | Эдвард Шермур        | 36    |  |
| 2  | «Landing On Elba»           | Эдвард Шермур        | 3:32  |  |
| 3  | «Marseille»                 | Эдвард Шермур        | 4:23  |  |
| 4  | «Betrayed»                  | Эдвард Шермур        | 3:52  |  |
| 5  | «Chateau Dif»               | Эдвард Шермур        | 4:26  |  |
| 6  | «Abbe Feria»                | Эдвард Шермур        | 2:23  |  |
| 7  | «Edmonds Education»         | Эдвард Шермур        | 0:58  |  |
| 8  | «Training Montage»          | Эдвард Шермур        | 54    |  |
| 9  | «Escape from the Island»    | Эдвард Шермур        | 7:24  |  |
| 10 | «Finding The Treasure»      | Эдвард Шермур        | 2:52  |  |
| 11 | «An Invitation To The Ball» | Эдвард Шермур        | 2:12  |  |
| 12 | «Involving Albert»          | Эдвард Шермур        | 2:47  |  |
| 13 | «After The Party»           | Эдвард Шермур        | 3:05  |  |
| 14 | «Retribution»               | Эдвард Шермур        | 5:29  |  |
| 15 | «End Titles»                | Эдвард Шермур        | 5:47  |  |

## Отзывы общества и критика
- Фильм получил положительные отзывы в Variety, Rolling Stone (оценка 3,5 из 5), New York Times (оценка 3,5 из 5), San Francisco Chronicle, CNN и USA Today. В Washington Post разные рецензенты дали ему оценки от 3 до 4,5 из 5, также сдержанно фильм был оценен в Entertainment Weekly (оценка B-). Отрицательные отзывы фильм получил от рецензентов New York Post (оценка 1,5 из 4) и Los Angeles Times (2 из 5)[1].
- При бюджете в 35 миллионов долларов фильм собрал в мировом прокате свыше 75 миллионов. На ведущих сайтах IMDB и Rotten Tomatoes фильм получает от зрителей в среднем достаточно высокие оценки (соответственно более 7,5 из 10 и более 6,5 из 10).
- В научно-популярной передаче «Разрушители легенд» (выпуск 4, 2006 год) использованы кадры из фильма 2002 года в сюжете, где проверяется миф о том, что одной шпагой можно разрубить другую[2].